# Musca lasiophthalma
Musca lasiophthalma este o specie de muște din genul Musca, familia Muscidae, descrisă de Thomson în anul 1869. Conform Catalogue of Life specia Musca lasiophthalma nu are subspecii cunoscute.